# Тимелиевые
Тимелиевые, или кустарницы (лат. Timaliidae), — семейство птиц из отряда воробьинообразных.

## Описание
Семейство объединяет мелких и средних по величине птиц, внешне напоминающих дроздовых и славковых с короткими ступенчатыми крыльями, часто округлыми хвостами, сильными ногами. Большую часть времени тимелиевые проводят в зарослях, шмыгая по ветвям у поверхности и перебегая по земле. При этом птицы общаются друг с другом громкими свистами, писком и верещанием. Некоторые виды хорошо поют. Гнездо устраивают в кустах у земли. В кладке — 2—6 яиц однотонной окраски (голубоватой и зеленоватой), иногда с пятнами. Питаются ягодами, плодами, насекомыми, нередко также твердыми семенами, но есть и более специализированные: насекомоядные или плодоядные.
Большая часть видов свойственна тропической Азии и Африке.
Общая систематика тимелиевых пока еще разработана слабо из-за большого разнообразия и малой изученности большинства тропических представителей.

## Классификация
Международный союз орнитологов относит к семейству 10 родов и 58 видов:
- Cyanoderma Salvadori, 1874 — 7 видов
- Dumetia Blyth, 1852 — Думеции[4] — 2 вида
- Erythrogenys Baker, ECS, 1930 — 7 видов
- Macronus Jardine & Selby, 1835 — Синицевые бабблеры — 2 вида
- Melanocichla Sharpe, 1883 — 2 вида
- Mixornis Blyth, 1842 — 5 видов
- Pomatorhinus Horsfield, 1821 — Кривоклювые тимелии — 11 видов
- Spelaeornis David & Oustalet, 1877 — Крапивниковые бабблеры — 8 видов
- Stachyris Hodgson, 1844 — Стахирисы[5] — 13 видов
- Timalia Horsfield, 1821 — Красношапочные тимелии — 1 вид

Ранее к семейству тимелиевых относилось ещё около 40 родов, которые по результатам современных исследований теперь относятся к семействам: Arcanatoridae, Bernieridae, комичных тимелий (Leiothrichidae), усатых синиц (Panuridae), земляных тимелий (Pellorneidae), славковых (Sylviidae), ванговых (Vangidae), виреоновых (Vireonidae) и белоглазковых (Zosteropidae).